# Waychinicup River
Waychinicup River är ett vattendrag i Australien. Det ligger i delstaten Western Australia, omkring 400 kilometer sydost om delstatshuvudstaden Perth.
Genomsnittlig årsnederbörd är 688 millimeter. Den regnigaste månaden är september, med i genomsnitt 107 mm nederbörd, och den torraste är februari, med 12 mm nederbörd.